# Otto Leixner von Grünberg
Otto Leixner von Grünberg, född den 24 april 1847 i Saar i Mähren, död den 12 april 1907 i Gross-Lichterfelde, var en tysk litteraturhistoriker och vitterhetsidkare.
Leixner von Grünberg var verksam som konst- och litteraturkritiker. Han var en tid Lindaus medredaktör för Die Gegenwart, ägnade sig sedan uteslutande åt sina litterära arbeten och redaktionen av Deutsche Romanzeitung. Han utgav bland annat Gedichte (1868 och 1877), Novellen (1878; 2:a upplagan 1887), Illustrirte Literaturgeschichte in volksthümlicher Darstellung (4 band, 1879–1882), sedermera uppdelad i Geschichte der deutschen Literatur (6:e upplagan 1903) och Geschichte der fremden Literaturen (2:a upplagan 1898), Ästhetische Studien für die Frauenwelt (1880; 6:e upplagan 1901), det kulturskildrande verket Unser Jahrhundert (1880–1882) samt flera resonerande arbeten.